# NGC 4278
NGC 4278 је елиптична галаксија у сазвежђу Береникина коса која се налази на NGC листи објеката дубоког неба.
Деклинација објекта је + 29° 16' 49" а ректасцензија 12h 20m 6,7s. Привидна величина (магнитуда) објекта NGC 4278 износи 10,1 а фотографска магнитуда 11,1. Налази се на удаљености од 14,788 милиона парсека од Сунца. NGC 4278 је још познат и под ознакама UGC 7386, MCG 5-29-62, CGCG 158-77, IRAS 12175+2933, PGC 39764.